# المنائى (إب)

تعديل مصدري - تعديل

المنائى هي إحدى قرى عزلة بني محرم بمديرية إب التابعة لمحافظة إب، بلغ تعداد سكانها 837 نسمة حسب تعداد اليمن لعام 2004.